# Драбкина, Рахиль Осиповна
Драбкина Рахиль Осиповна (3 марта 1899, Черея Могилёвской губернии — 9 июня 1982, Киев) — советский микробиолог. Доктор медицинских наук (1941), профессор (1949).

## Биография
Окончила Московский университет (1922). Работала в Киевском санитарно-бактериологическом институте; в 1930—1974 — в Киевском институте туберкулёза (ныне — Институт фтизиатрии и пульмонологии АМНУ): с 1940 — зав. иммунобиологической, с 1952 — микробиологической лабораториями.
Во время Второй мировой войны — зав. вакцинным отделом НИИ эпидемиологии и микробиологии в Ашхабаде.

## Научные работы
- «Аллергия при туберкулезе». К., 1940;
- «Антибактериальная терапия туберкулезных больных». К., 1955 (соавтор.);
- «Химиотерапия больных туберкулезом». К., 1957 (соавтор.);
- «Микробиология туберкулеза». Москва, 1963.